# Forbrydelsen II
Forbrydelsen 2 er en dansk dramaserie, der første gang blev sendt søndag 27. september 2009 på DR1. Serien består af 10 afsnit og er skrevet af Søren Sveistrup, Michael W. Horsten og Torleif Hoppe og instrueret af Kristoffer Nyholm.
Handlingen i Forbrydelsen 2 foregår to år efter Forbrydelsen.
Forbrydelsen 2 blev også vist på den tyske kanal ZDF med titlen Kommissarin Lund: Das Verbrechen II i efteråret 2010.

## Handling
Seriens første afsnit tager sit udspring i mordet på en kvindelig advokat, som bliver fundet mishandlet og dræbt. 10 dage efter drabet bliver drabschefen Lennart Brix overbevist om, at det ikke er en almindelig sag og prøver at få Sarah Lund tilbage, i den forhåbning, at hun kan fremskynde sagens opklaring. Sarah Lund er imidlertid flyttet til provinsen, hvor hun arbejder som betjent, efter hun er blevet degraderet fra sin stilling som vice-kriminalkommisær. Sarah Lund er dog ikke begejstret for forslaget og mener, at det ikke er en god idé at vende tilbage, men accepterer at kigge sagen igennem.

## Afsløring
Da flere bettingfirmaer åbnede for at seerne kunne oddse på hvem som var bag forbrydelsen, fik de hurtigt det problem at 80% af oddsene gik på Ulrik Strange, hvilket fik den danske manager for Ladbrookes til at udtale "(...) spørger man spillerne på Ladbrokes, er der altså ingen tvivl om, at det er Ulrik Strange der er morderen."

## Afsnit
| Afsnit | Sendetidspunkt på DR1                   |
| 1      | Søndag den 27. september 2009 kl. 20.00 |
| 2      | Søndag den 4. oktober 2009 kl. 20.00    |
| 3      | Søndag den 11. oktober 2009 kl. 20.00   |
| 4      | Søndag den 18. oktober 2009 kl. 20.00   |
| 5      | Søndag den 25. oktober 2009 kl. 20.00   |
| 6      | Søndag den 1. november 2009 kl. 20.00   |
| 7      | Søndag den 8. november 2009 kl. 20.00   |
| 8      | Søndag den 15. november 2009 kl. 20.00  |
| 9      | Søndag den 22. november 2009 kl. 20.00  |
| 10     | Søndag den 29. november 2009 kl. 20.00  |

## Personer
| Person                | Beskrivelse                                            | Skuespiller                |
| --------------------- | ------------------------------------------------------ | -------------------------- |
| Sarah Lund            | Tidligere vicekriminalkommisær                         | Sofie Gråbøl               |
| Ulrik Strange         | Vicepolitikommisær, det tidligere vicekriminalkommisær | Mikael Birkkjær            |
| Thomas Buch           | Ny justitsminister                                     | Nicolas Bro                |
| Carsten Ploug         | Justitsministerens departementschef                    | Preben Kristensen          |
| Karina Munk Jørgensen | Justitsministerens ministersekretær                    | Charlotte Guldberg         |
| Jens Peter Raben      | Hjemvendt Afghanistansoldat                            | Ken Vedsegaard             |
| Louise Raben          | Jens Peter Raben kone                                  | Stine Prætorius            |
| Torsten Jarnvig       | Oberst og Louise Rabens far                            | Flemming Enevold           |
| Lennart Brix          | Drabschef                                              | Morten Suurballe           |
| Abdel Hussein Kodmani | Boghandler                                             | Ramadan Huseini            |
| Allan Myg Poulsen     | Overkonstabel                                          | Nicolai Dahl Hamilton      |
| Anne Dragsholm        | Jurist                                                 | Sarah Gottlieb             |
| Arild                 | General                                                | Finn Nielsen               |
| Birgitte Agger        | Oppositionsleder i justitsministeriet                  | Benedikte Hansen           |
| Christian Søgaard     | Major                                                  | Carsten Bjørnlund          |
| Connie Vemmer         | Journalist                                             | Hanne Hedelund             |
| David Grüner          | Tidligere Afghanistansoldat                            | Johan Philip Asbæk         |
| Erling Krabbe         | Formand for Folkepartiet                               | Jens Jacob Tychsen         |
| Erik König            | PET Chef                                               | Søren Pilmark              |
| Flemming Rossing      | Forsvarsminister                                       | Ole Lemmeke                |
| Frederik Holst        | Militærlæge                                            | Mads Wille                 |
| Frode Monberg         | Tidligere justitsminister                              | Niels Anders Thorn         |
| Gert Grue Eriksen     | Statsminister                                          | Kurt Ravn                  |
| Gunnar 'Præst' Torpe  | Feltpræst                                              | Lars Sidenius              |
| Kahn                  | Indenrigsminister                                      | Janus Nabil Bakrawi        |
| Lisbet Thomsen        | Tidligere afghanistansoldat                            | Lotte Munk Fure            |
| Said Bilal            | Overkonstabel                                          | Igor Radosavljevic         |
| Stig Dragsholm        | Selvstændig advokat                                    | Alexandre Willaume-Jantzen |
| Toft                  | Overlæge                                               | Anne Sofie Byder           |
| Torben Skaaning       | Løjtnant                                               | Søren Poppel               |
| Ruth Hedeby           | Vicepolitidirektør                                     | Lotte Andersen             |

### Øvrige personer
- Bill – Hayat Ullah Akhundzada
- Bjørn – Asger Reher
- Familiefar – David Garmark
- Familiefars søn – Mathias Mandrup Larsen
- Fængselsfunktionær – Hassan El-Koussa/Morten Frederik Hansen
- Gangster – Kim Kold
- Graver – Niels Ellegaard
- Hanne Monberg – Michelle Bjørn-Andersen
- Jonas Raben – Tobias Krohn
- Journalist – Thomas Hwan H. Andersen/Pernille Hilgart/Rasmus Hammerich/Julie Agnete Vang
- MP Jørgen Siegler – Thomas Voss
- KA'er – Finn Berg/Salah El Koussa/Allan Klie/Joen Højerslev/Claus Damgaard/Pelle Koppel/Rolf Hansen/Bo Carlsson
- Kordegn – Jan Elle
- Krabbes rådgiver – Gaia Rosberg
- Kodmanis advokat – Per Linderoth
- Mark Lund – Eske Forsting Hansen
- Medindsat – Stanislav Sevcik
- Muslimsk mand – Behruz Banissi
- Fru Møller – Ida Dwinger
- Nyhedsvært – Klaus Bundgård Povlsen
- Officer – Jakob B. Engmann
- Peter Lindholm – Casper Crump
- Politibetjent – Jacob Weble
- Rabens advokat – Karsten Jansfort
- Radiospeaker – Kai Selliken
- Retsmediciner – Nis Bank-Mikkelsen
- Sebastian Holst – Jon Lange
- Svensk politimand – Hans-Peder Edh
- Svensk politimand – Peder Holm
- Tjener – Thomas Knuth-Winterfeldt
- Trompetist – Morten Friis
- TV Avis Speaker – Mette Walsted Vestergaard/Lillian Gjerulf
- TV-vært på Deadline – Nynne Bjerre Christensen
- Vibeke Lund – Anne Marie Helger
- Udenrigsminister – Merete Nørgaard